# Limnophila (Limnophila) difficilis
Limnophila (Limnophila) difficilis is een tweevleugelige uit de familie steltmuggen (Limoniidae). De soort komt voor in het Afrotropisch gebied.